# كرايغ وليامز
كرايغ وليامز (25 فبراير 1984 في ناميبيا - ) (بالإنجليزية: Craig Williams)‏ هو لاعب كريكت ناميبي. شارك مع منتخب ناميبيا الوطني للكريكت.